# Гром, Григорий Иванович
Григорий Иванович Гром (19 ноября 1928, Лудзенский уезд — 20 декабря 1987, Рига) — советский врач-педиатр, кандидат медицинских наук, Герой Социалистического Труда. Член КПСС с 1972 года.

## Биография
Родился в Пасиенской волости Лудзенского уезда в многодетной (9 детей) семье.
Окончил Истринскую начальную и Зилупскую среднюю школы (1948), и поступил на медицинский факультет Латвийского университета, который вскоре реорганизовался в Рижский медицинский институт. Окончил лечебный факультет (1954) и работал там же на кафедре педиатрии.
С 1959 года заведующий 4 отделением Рижской республиканской детской клинической больницы (позже — Детская клиническая университетская больница).
Сфера научных исследований в области педиатрии — сахарный диабет у детей и подростков, действие медикаментов при сахарном диабете и другие проблемы.
В 1968 году опубликовал книгу «Сахарная болезнь у детей», в 1972 году защитил диссертацию на тему «Причины гипогликемии и клиника гипогликемических состояний у детей, больных сахарным диабетом».
Заслуженный врач Латвийской ССР (1970). В 1978 году присвоено звание Героя Социалистического Труда за работы в области педиатрии.
Долгие годы являлся председателем Латвийского общества педиатров. Избирался депутатом Верховного Совета Латвийской ССР 10 и 11 созывов.
Умер 20 декабря 1987 года в Риге, похоронен на кладбище Райниса.
Сочинения:
- Сахарный диабет у детей [Текст]. — Москва : Медицина, 1965. — 56 с.; 19 см. — (Научно-популярная медицинская литература).
- Сахарный диабет у детей [Текст]. — Рига : [б. и.], 1963. — 76 с., 1 л. ил.; 22 см. — (В помощь практическому врачу/ М-во здравоохранения Латв. ССР. Риж. мед. ин-т. Риж. гор. I дет. клинич. больница).
- Диагностика и лечение сахарного диабета у детей [Текст] : (методическое письмо) / М-во здравоохранения Латвийской ССР. Рижская гор. дет. клинич. больница. Рижский мед. ин-т. Респ. клинич. больница им. П. Страдыня. Организационно-метод. отд. — Рига : [б. и.], 1964. — 53 с.; 21 см.